# Faletagaloa
Faletagaloa ist ein Dorf auf der Insel Savaiʻi in Samoa. Der Ort liegt an der Nordküste der Insel im traditionellen Dorf-Distrikt Safune im Distrikt Gagaʻifomauga. 2016 hatte der Ort 378 Einwohner.

## Geographie
Der Ort liegt an der Safune Bay zwischen Fatuvau (W) und dem Hauptort Safune, sowie Lefagaoali’i, welches sich auf einer Nehrung von Osten in die Bucht schiebt.